# Séby
Séby ist eine französische Gemeinde mit 210 Einwohnern (Stand 1. Januar 2022) im Département Pyrénées-Atlantiques in der Region Nouvelle-Aquitaine (vor 2016: Aquitanien). Die Gemeinde gehört zum Arrondissement Pau und zum Kanton Artix et Pays de Soubestre (bis 2015: Kanton Arzacq-Arraziguet).
Der Ursprung des Namens ist eine Ableitung des Béarner Vornamens Sebin oder Sevin, die wiederum von den lateinischen Namen Sabinus oder Savinus abgeleitet sind. Die Bewohner werden Sébynois und Sébynoises genannt.

## Geographie
Séby liegt ca. 25 km nördlich von Pau in der historischen Provinz Béarn am nördlichen Rand des Départements.
Umgeben wird Séby von den Nachbargemeinden:
| Mialos |                                             | Méracq |
| Lonçon | Kompassrose, die auf Nachbargemeinden zeigt | Auga   |
| Doumy  |                                             | Viven  |

Séby liegt im Einzugsgebiet des Flusses Adour.
Der Luy de France und seine Nebenflüsse, der Ruisseau de Séby und der Riumayou, durchqueren das Gebiet der Gemeinde.

## Geschichte
Séby wurde 1538 erstmals in den Schriften erwähnt. Das Dorf gehörte zum Unterbezirk von Saint-Sever im heutigen Département Landes, bevor die Gemeinde während der Neuordnung der Territorien zu Beginn der Französischen Revolution mit der Gründung des Départements Basses-Pyrénées dem Béarn zugeordnet wurde. Die wirtschaftliche Entwicklung der Gemeinde wurde bis zum Beginn des 20. Jahrhunderts durch den Betrieb von bis zu 30 Wassermühlen entlang des Luy de France befeuert.
Toponyme und Erwähnungen von Séby waren:
- Sebii und Cebii (1538, réformation de Béarn, Manuskriptsammlung des 16. bis 18. Jahrhunderts),
- Sébi (1734, Zählung von Vignes),
- Sebi (1750, Karte von Cassini),
- Seby (1793 und 1801, Notice Communale bzw. Bulletin des lois) und
- Séby (1863, Dictionnaire topographique de la France).[3][4][5]

### Einwohnerentwicklung
Die Gemeinde erreichte einen Höchststand ihrer Größe mit rund 350 Einwohnern in der ersten Hälfte des 19. Jahrhunderts. In der Folge reduzierte sich die Einwohnerzahl bei kurzen Erholungsphasen bis zu den 1970er Jahren auf rund 165, bevor mit der Jahrtausendwende ein moderates Wachstum einsetzte, das bis heute andauert.
| Jahr      | 1962 | 1968 | 1975 | 1982 | 1990 | 1999 | 2006 | 2009 | 2022 |
| --------- | ---- | ---- | ---- | ---- | ---- | ---- | ---- | ---- | ---- |
| Einwohner | 181  | 184  | 166  | 178  | 167  | 171  | 176  | 185  | 210  |

## Sehenswürdigkeiten
- Pfarrkirche, geweiht Johannes dem Täufer. Der ursprüngliche romanische Charakter der Kirche wurde auch nach dem Neubau im frühen 17. Jahrhundert erhalten. Die Laibung eines der beiden Rundbögen, die das Hauptschiff vom Seitenschiff an der Südseite trennen, trägt die Jahreszahl „1600“. Im 19. Jahrhundert ist das Gebäude restauriert worden.[7][8] Im Zentrum des Hauptaltars aus der zweiten Hälfte des 19. Jahrhunderts steht ein Gemälde, das den gekreuzigten Christus mit Maria und Johannes dem Täufer an seinen Seiten zeigt. Der Altaraufsatz ist relativ schmucklos. Es werden nur zwei Cherubinen im Hochrelief dargestellt. Der Tabernakel ist hingegen reicher verziert mit je einem Paar kleiner Säulen an der Vorderseite, an der Seite und an den Enden des Schreins. Auf der Tür wird das Motiv des guten Hirten dargestellt, auf den Seiten die Heiligen Flügel Petrus links und Paulus rechts. Die Flügel des Tabernakels sind dekoriert mit der Szene der Verkündigung des Herrn mit dem Erzengel Gabriel links und Maria auf der rechten Seite.[9][10] Der schlichte Nebenaltar ist Maria gewidmet, die durch eine Statue in einer Nische oberhalb des Altaraufsatzes in traditioneller Ikonografie verkörpert wird. Sie wird aufrecht und in betender Stellung mit geschlossenen Händen dargestellt, ein langes weißes Kleid und eine blaue Stola tragend.[11] An den Seitenwänden befinden sich Statuen von Maria mit Jesuskind, dem heiligen Antonius und der heiligen Bernadette. Wie bei der Statue im Nebenaltar ist Maria mit einem langen Kleid und einer blauen Stola bekleidet. Hier trägt sie das Jesuskind. Die Blickrichtungen von Mutter und Kind werden bei diesen Werken häufig betont, so wie auch in diesem Fall, wo sie sich kreuzen. Der heilige Antonius trägt wie üblich den Habit eines Mitglieds des Franziskanerordens aus braunem Wollstoff, der mit einer Kordel mit drei Knoten zugebunden ist. Er hält das Jesuskind als Erscheinung auf einem offenen Buch, eine traditionelle Ikonografie. Die heilige Bernadette trägt den Habit einer Nonne der Barmherzigen Schwestern, eine weniger verbreitete Ikonografie als die der jungen Schäferin des Bigorre-Tals.[12][13][14]

- Herrenhaus, genannt Labat. Es handelt sich bei der im 19. Jahrhundert erbauten Anlage um das ehemalige Laienkloster. Sie besteht aus drei aneinander gebauten Wohnhäusern, wovon zwei mit einem Pultdach gedeckt sind. Im Park befindet sich ein Taubenschlag. Dieses Gebäude besitzt einen quadratischen Grundriss und misst acht Meter in der Höhe. Seine Wände sind aus Kieselsteinen gebaut. Es ist mit einem oktogonalen, mit Schiefer gedeckten Helm gedeckt, der durch eine Dachgaube unterbrochen wird. Der Zutritt erfolgt über eine Tür auf der Westseite, über der sich drei Fenster befinden. Die Südfassade ist mit zwei Fenstern ausgestattet. Im Erdgeschoss befindet sich ein Abstellraum, in den beiden oberen Stockwerken der eigentliche Taubenschlag, der über eine Treppe erreicht werden kann. Im Inneren befinden sich insgesamt 48 Käfige aus Holz auf drei Ebenen mit nach außen führenden Löchern im oberen Teil des Taubenschlags.[15][16][17]

## Wirtschaft und Infrastruktur
Die Landwirtschaft ist traditionell der wichtigste Wirtschaftsfaktor der Gemeinde.

### Bildung
Die Gemeinde verfügt über eine öffentliche Vorschule mit 23 Schülerinnen und Schülern im Schuljahr 2017/2018.

### Verkehr
Séby wird durchquert von der Route départementale 270 und ist über eine Linie des Busnetzes Transports 64 mit Pau und anderen Gemeinden des Départements verbunden.